# Peloton de surveillance et d'intervention de la Gendarmerie
Cet article possède un paronyme, voir Peloton d'intervention.
Ne doit pas être confondu avec Peloton spécialisé de protection de la Gendarmerie.
Les pelotons de surveillance et d'intervention de la Gendarmerie, plus connus sous leur sigle PSIG, sont des unités spécialisées de la Gendarmerie nationale française,. Chaque compagnie de gendarmerie départementale comprend en général un PSIG, commandé par un sous-officier ou - parfois - par un officier. Il existe également six PSIG (ou « PSIGTA ») au sein de la Gendarmerie des transports aériens (GTA).

## Historique
Pour faire face au développement de la délinquance tout en soulageant les brigades de la gendarmerie départementale, la Gendarmerie créé en 1975 des « détachements d'intervention » qui prennent en 1977 l'appellation de « Pelotons de surveillance et d'intervention de la Gendarmerie » ou PSIG.
Lors de leur création, les PSIG sont composés de sous-officiers et, dans un premier temps, de gendarmes auxiliaires puis, après la suspension du service militaire en 1999, de gendarmes adjoints volontaires (GAV) et également de réservistes appartenant à la réserve opérationnelle de la Gendarmerie nationale.
Le nombre de PSIG augmente régulièrement, au fil des années afin que chaque compagnie de gendarmerie départementale dispose de son PSIG. Ainsi on en compte 37 en 1978, 138 en 1988 et 310 en 2000. En 2015, la gendarmerie départementale compte environ 370 PSIG dont une vingtaine outre-mer.
Dans le cadre d'un partenariat conclu avec EDF en 1980, la Gendarmerie, à la suite des attentats de 2001, avait mis en place des « PSIG nucléaires » à proximité des centrales nucléaires. Ces formations ont toutes été remplacées, entre 2009 et 2012, par vingt pelotons spécialisés de protection de la Gendarmerie ou « PSPG ». 
La Gendarmerie des transports aériens (GTA) compte également des PSIG, implantés sur les sites aéroportuaires de Roissy, Orly, Lyon, Marseille, Nice et Toulouse. Ces unités, qui ont remplacé les anciennes unités de protection (ou « UP ») en 2004, comportent notamment des observateurs-contre-tireurs (OCT) dont la mission est d'assurer la sécurité de personnalités lors de leur arrivée ou de leur départ.
Le 30 octobre 2015, le ministre de l'intérieur Bernard Cazeneuve annonce un plan « BAC-PSIG 2016 » destiné à renforcer la sélection et la formation des personnels affectés aux PSIG et aux brigades anti-criminalité (BAC) de la Police nationale dès l'année 2016. Ce plan prévoit également le renforcement des moyens attribués à ces unités et notamment l'achat de véhicules (150 pour la Gendarmerie) et d'équipements de protections ou d'armements. Ces mesures incluent :
- Une sélection, une formation et une professionnalisation plus poussées - et notamment la limitation de l'affectation de gendarmes adjoints volontaires (GAV) -  pour les 150 PSIG (dits « Sabre ») implantés dans les zones les plus sujettes aux troubles à l'ordre public qui seront renforcés.
- La création de modules de formation continue décentralisée (formation à distance) - y compris un module intitulé « déontologie de l'interpellation » et la formation de formateurs relais départementaux et régionaux.
- La mise en place d'une « nouvelle doctrine d'action et d'intervention » pour gagner en efficacité face aux nouvelles formes de délinquance ou de criminalité les plus violentes (allant du droit commun au terrorisme).

Gendarme d'un PSIG en tenue d'intervention (casque avec visière blindé et gilet lourd).

Les mesures annoncées incluent des dotations supplémentaires à hauteur de 16 M€ (Police et Gendarmerie) dont environ 10 M€ pour l'acquisition ou le remplacement de véhicules et 6,6 M€ pour l'achat ou la modernisation d'équipements de protection individuelle et balistique (protège-épaules, protège-tibias, gilets porte plaques balistiques, casque pare-balles) d'armes (bâtons de protection télescopique, pistolets à impulsion électrique, armes longues avec dispositif d'aide à la visée) et de systèmes de transmission.
Le 26 février 2016, le ministre de l'intérieur annonce, dans le cadre de mesures prises à la suite des attentats de novembre 2015 à Paris, un plan d'intervention d'urgence pour faire face à toute attaque terroriste sur le territoire en moins de 20 minutes. Ce plan implique la participation des PSIG et leur dotation en armements supplémentaires. Il prévoit des achats de véhicules, équipements de protection et armements pour un montant de 16 M€, toutes forces confondues (Police et Gendarmerie).
Le 1er avril 2016, lors d'une démonstration au ministre de l'intérieur d'un des premiers PSIG Sabre à Reims (Marne), le Service de l'achat, des équipements et de la logistique de la Sécurité intérieure (SAELSI) présente l'équipement de ces unités : véhicule monospace de type Volkswagen Sharan avec coffre à armes protégé, gilet pare-balles (GPB) allégé (10 kg au lieu de 25) mais renforcé avec porte-plaques, bouclier tactique à l'épreuve des munitions de guerre, casque doté d'une visière balistique et fusil d'assaut HK G36. La Gendarmerie présente lors de cette démonstration un PSIG "en configuration Sabre" déployant une équipe composée de trois sous-officiers et d'un gendarme adjoint volontaire (GAV) circulant dans un monospace et pouvant passer d'une mission de surveillance à une mission d'intervention avec ses équipements lourds.
A compter du premier trimestre 2022 la gendarmerie, s'appuyant sur des retours d'expérience, met en place le plan dit de professionnalisation des PSIG. Ce plan a pour point d'orgue  la montée en puissance des PSIG en remplacement notamment les gendarmes adjoints par des sous officiers ayant tous satisfait a des tests visant vérifier leur aptitude à servir dans une unité a dominante intervention. Les PSIG verront également leurs matériels revalorisés par l'affectation d'armement, de matériels divers et de protection balistiques adaptés (boucliers, G36, matériels d'observation, etc). Enfin la qualification Sabre validant la capacité d'un Psig a intervenir de manière adaptée sur un évènement d'ampleur sera donné à l'ensemble des PSIG au terme de leurs processus de professionnalisation. Cette disposition va de pair avec une augmentation du volume d'entraînement de ses unités en vue de les axer sur leur coeur de métier qu'est l'intervention et l'appropriation du terrain.

## Missions
Les missions principales des PSIG sont : 
- la surveillance générale, la recherche de renseignement et du flagrant délit, la priorité étant donnée à la présence sur le terrain, notamment pendant la nuit, en minimisant les tâches administratives[10] ;
- la surveillance et l'intervention sur les points sensibles civils et militaires ;
- le renfort aux unités territoriales qui composent les compagnies, pour tout événement troublant l'ordre public : recherches lors d'une disparition de personne, intervention à la suite d'un accident, un différend familial, une bagarre, un vol à main armée ou un cambriolage. En février 2016, cette mission a été étendue à l'intervention d'urgence dans le cadre d'un attentat terroriste (voir ci-dessus).

Un PSIG peut également effectuer des missions de police judiciaire au profit des brigades de recherches : interpellations domiciliaires, transfèrements, etc. ainsi que d'autres missions ponctuelles de sûreté ou d'intervention relevant de ce que la gendarmerie appelle l'intervention professionnelle.
Par ailleurs les PSIG mettent leurs compétences au profit des missions de police militaire de l'Arme et effectuent des missions de Défense Opérationnelle du Territoire en actions de surveillance et d'intervention immédiates "renforcées".

## Personnel
Commandé le plus souvent par un sous-officier (adjudant-chef ou major), mais parfois par un officier subalterne (lieutenant), un PSIG est composé en général avant 2022: 
- de sous-officiers, dont certains spécialistes dans au moins un des domaines suivants : officier de police judiciaire (OPJ), moniteur d'intervention professionnelle (MIP), maître-chien.
- de gendarmes adjoints volontaires (GAV).

A compter de 2022 les effectifs de l'ensemble des PSIG évoluent vers une disparition totale des gendarmes adjoints, les PSIG devenant des unités exclusivement composées de sous officiers.
L'effectif comprend au moins une douzaine de personnels mais peut atteindre la trentaine dans certaines unités. La répartition des postes entre les personnels des trois catégories n'est pas constante et certains pelotons sont d'ailleurs exclusivement composés de sous-officiers.
Le personnel du peloton de surveillance et d'intervention reçoit un entrainement physique et une formation à l'intervention professionnelle : maîtrise de l'armement, tir, sports de combat, tactique. L'instruction se fait au niveau du groupement et les cours sont dispensés par un moniteur d'intervention professionnelle (MIP) formé au centre national d'entraînement des forces de gendarmerie. Les PSIG sont opérationnels 24 heures sur 24.

## Armement et équipement
Les PSIG sont équipés de l'armement standard en dotation dans la Gendarmerie : 
- Bâton de Protection télescopique (BPT)
- Aérosol de défense individuel de type gaz lacrymogène
- Gilet pare balles à port discret
- Pistolet Sig-Sauer SP 2022
- Pistolet à impulsion électrique (Taser) T7
- Lanceur de balle de défense (LBD 40)
- Gaz lacrymogène (Diffuseur et grenade MP7 ou CM6)
- Grenade de désencerclement (DMP ou GENL)
- Bouclier antiémeute
- Gilet pare-balles lourd
- Pistolet-mitrailleur HK UMP 9 (9 mm)
- Fusil à pompe Browning calibre 12
- Fusils d'assaut HK G36KA3 avec système d'aide à la visée et canon de 318 mm[13].

### Presse
- « 24 heures avec le PSIG de Thionville », Gend'info, SIRPA DGGN, no 375,‎ mars 2015
- « Le PSIGN d'Evry », Raids, Histoire et Collections, no 221,‎ octobre 2004
- « La réponse graduée de la Gendarmerie à la menace : PSIG et PI », Police Pro, no 18,‎ novembre-décembre 2009